# 틸리아 테페
틸리아 테페, 틸라 타파 또는 틸야 테페 (황금의 언덕)는 시바르간 근처의 현대 북 아프가니스탄의 고고학적 위치이며, 1979년 소련과 아프간의 고고학자 임무에 따라 조사를 받았다. 그 해는 소련이 아프간을 침공하기 바로 이듬해였다.
요새 마을인 옘시-테페는 현대의 시바르간의 북동쪽으로 악차로 가는 도로상에 5km 떨어져 있으며 유명한 죽은 자의 도시 틸리아 테페에서 500m거리이다. 무덤 여섯 곳(다섯 여인과 한 남자)에 극히 부유한 보석과 20000개의 금장식이 발견되었다. 연대는 기원전 1세기 경으로 측정되었다. 모두 수천 개의 미세 보석이 복원되었다. 대개 금, 투르쿠이즈 라피스라즐리의 복합으로 만들어졌다. 장식은 동전과 보석 목걸이 셋, 허리띠, 메달과 왕관을 포함한다. 카불의 새 박물관이 계획 중이며 그 곳에 박트리아 금이 결국 보관될 것이다. 그것들은 2006년 12월에서 2007년 4월까지 파리에서 전시되었다.

## 연대와 기록
약간의 주화는 서기 1세기 초기까지 거슬러 올라가며 무덤이 1세기임을 함축한다.

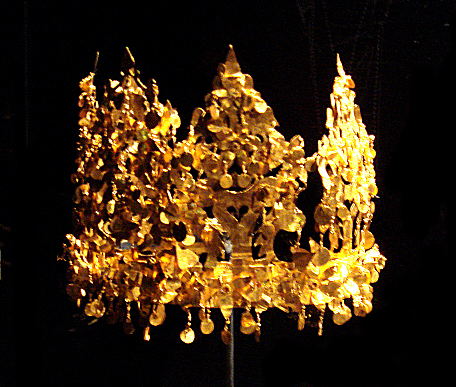
왕관 무덤 VI (여성).
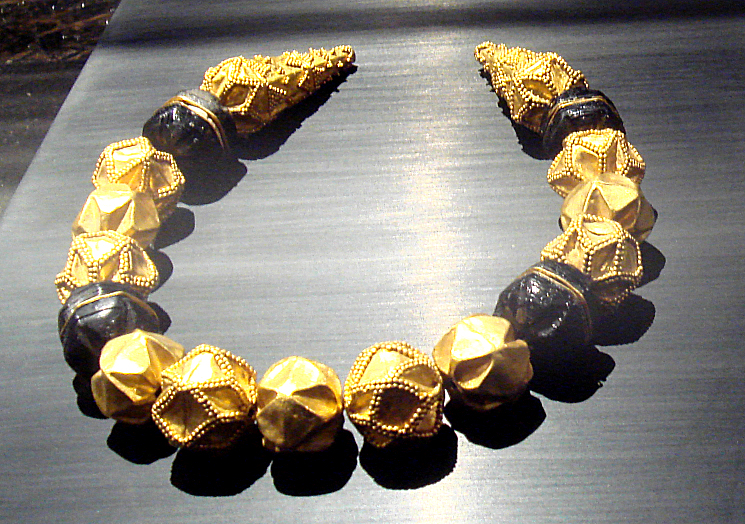
목걸이 무덤II.
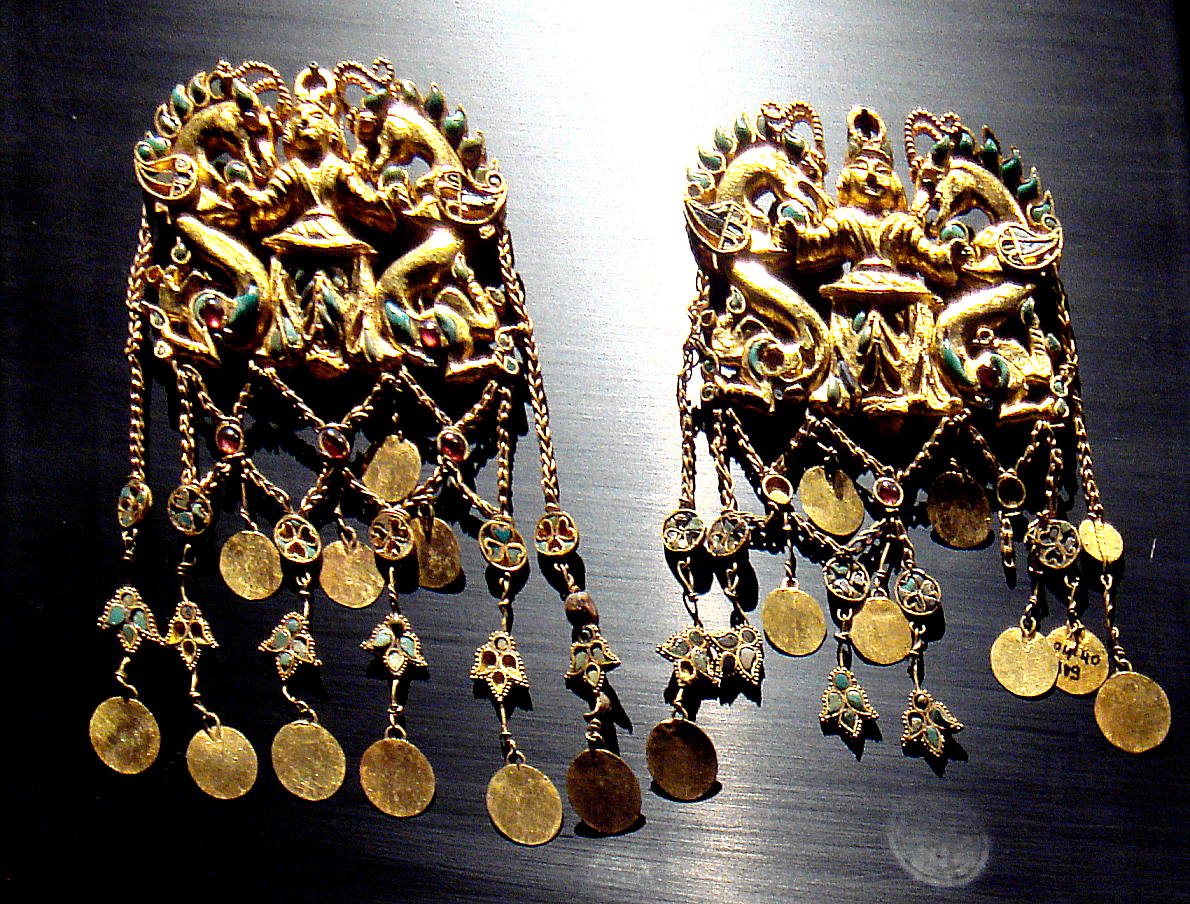
용과 왕. 무덤 II.
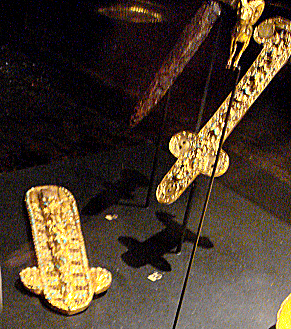
"아키나케스" 단도. 무덤 IV.
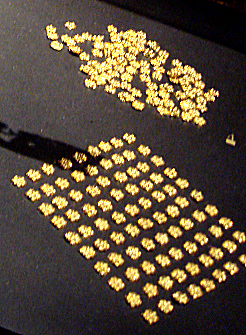
옷 장식.
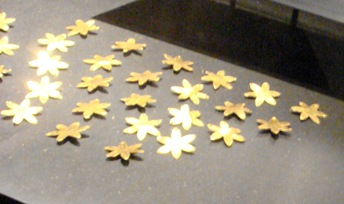
장식별. 무덤 I.
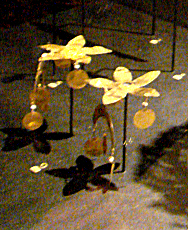
귀걸이. 무덤 VI.
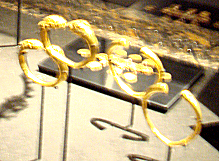
팔찌.
- 갑옷을 입은 남자, 그리스 투구. 무덤 III.
- 금 허리띠 사자를 탄 디오니소스 무덤 IV.
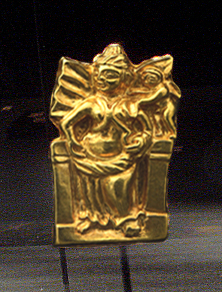
물고기를 탄 아모리니, 틸리아 테페. 무덤 II.
- 틸리아 테페의 반지; 왼쪽은 아테나를 나타낸다. 무덤 II.
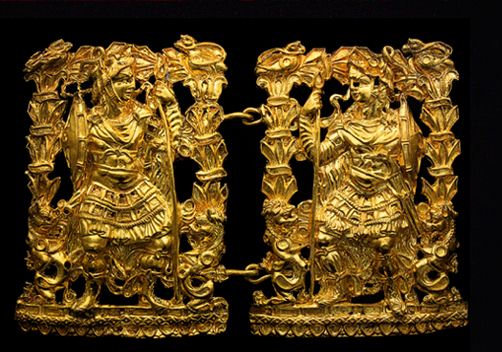
사자를 탄 디오니소스왕 아리아드네. 무덤 VI.
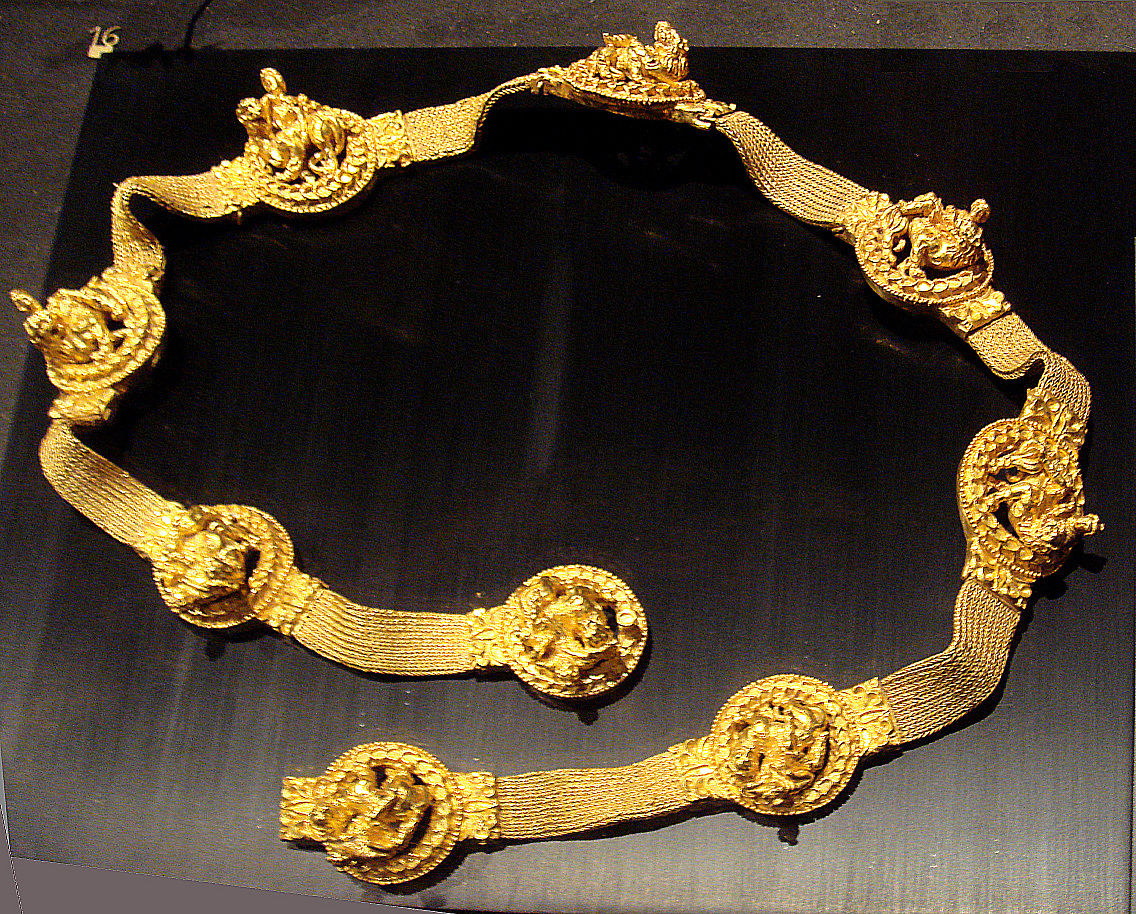
금 허리띠 사자를 탄 디오니소스 무덤 IV.
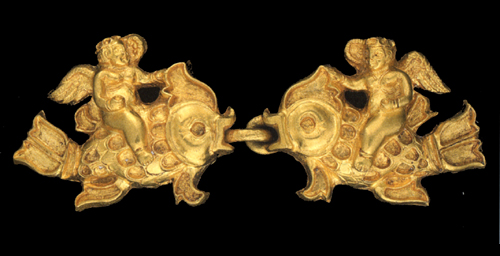
물고기를 탄 아모리니, 틸리아 테페. 무덤 II.
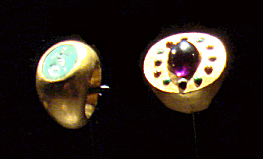
틸리아 테페의 반지; 왼쪽은 아테나를 나타낸다. 무덤 II.
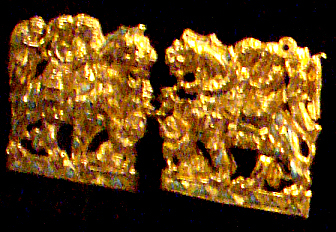
사자를 탄 디오니소스왕 아리아드네. 무덤 VI.